# HSEMU-370
HSEMU-370은 현대로템에서 개발 중인 370km/h급 차세대 고속철도 차량이다.

## 기술
KTX-이음과 KTX-청룡 등의 열차를 제작한 현대로템이 개발 중에 있다. 영업 최고속도는 시속 370㎞이다.